# Radio nationale tchouvache
La Radio nationale tchouvache (en russe Национальное радио Чувашии, en tchouvache : Чӑваш наци радиовĕ) est la deuxième radio nationale de la Tchouvachie, en Russie. Elle a été fondée le 25 avril 2009.

## Concept et programmation
C'est la première radio en ligne et la deuxième du réseau radiophonique tchouvache. Son siège est établi à Tcheboksary. Le rédacteur en chef en est M. V. Gartfelder et la directrice des programmes Tatjana Jevdokimova.
60 % des programmes sont diffusés en tchouvache, 35 % en russe et les 5 % restants dans d’autres langues correspondant aux minorités linguistiques de la République.
Les programmes musicaux occupent une plage de trois heures par jour. Une attention particulière est accordée aux programmes concernant les services de santé publique, de politique sociale et d'éducation. Les programmes éducatifs sont eux-mêmes répartis par catégories d'âge : jeunes enfants, écoliers et adolescents.